# Joanna Merlin
Joanna Merlin, all'anagrafe Joann Ratne (Chicago, 15 luglio 1931 – Los Angeles, 15 ottobre 2023), è stata un'attrice statunitense.

## Biografia
Joanna Merlin fece il suo debutto cinematografico nel film I dieci comandamenti (1956) di Cecil B. DeMille. Nel 1961 debuttò a Broadway come interprete sostituta in A Far Country, una commedia musicale su Sigmund Freud. Lavorò anche come direttrice del casting per varie produzioni di Broadway, collaborando con il compositore e paroliere Stephen Sondheim; alcune tra le più conosciute sono Follies, A Little Night Music, Pacific Overtures, Sweeney Todd e Merrily We Roll Along. 
In seguito intensificò la sua attività di attrice cinematografica, in film di successo come Hester Street (1975), All That Jazz - Lo spettacolo comincia (1979), Saranno famosi (1980), Urla del silenzio (1984) e Mystic Pizza (1988). 
Apparve in diversi episodi di Law & Order - I due volti della giustizia, e negli ultimi anni interpretò il ruolo ricorrente del giudice Lena Petrovsky in Law & Order - Unità vittime speciali.

## Filmografia

### Cinema
- I dieci comandamenti (The Ten Commandments), regia di Cecil B. DeMille (1956)
- Weddings and Babies, regia di Morris Engel (1958)
- Hester Street, regia di Joan Micklin Silver (1975)
- All That Jazz - Lo spettacolo comincia (All That Jazz), regia di Bob Fosse (1979)
- Saranno famosi (Fame), regia di Alan Parker (1980)
- Soup for One, regia di Jonathan Kaufer (1982)
- Love Child, regia di Larry Peerce (1982)
- Promesse, promesse (Baby It's You), regia di John Sayles (1983)
- Urla del silenzio (The Killing Fields), regia di Roland Joffé (1984)
- Il signore del male (Prince of Darkness), regia di John Carpenter (1987)
- Mystic Pizza, regia di Donald Petrie (1988)
- Conflitto di classe (Class Action), regia di Michael Apted (1990)
- Mr. Wonderful, regia di Anthony Minghella (1993)
- Un giorno da ricordare (Two Bits), regia di James Foley (1995)
- MURDER and murder, regia di Yvonne Rainer (1996)
- City of Angels - La città degli angeli (City of Angels), regia di Brad Silberling (1998)
- The Jimmy Show, regia di Frank Whaley (2001)
- Just Another Story (2003)
- Invasion (The Invasion), regia di Oliver Hirschbiegel (2007)
- Fa' la cosa sbagliata (The Wackness), regia di Jonathan Levine (2008)
- Beautiful Hills of Brooklyn - cortometraggio (2008)
- La chiave di Sara (Elle s'appelait Sarah), regia di Gilles Paquet-Brenner (2010)

### Televisione
- CBS Repertoire Workshop - serie TV, 1 episodio (1960)
- La città in controluce - serie TV, 1 episodio (1962)
- La parola alla difesa - serie TV, 1 episodio (1963)
- Assistente sociale (East Side/West Side) – serie TV, episodio 1x17 (1964)
- The Winter's Tale - film TV (1967)
- La valle dei pini - serie TV, 1 episodio (1970)
- The Last Tenant - film TV (1978)
- Nurse - film TV (1980)
- ABC Afterschool Specials - serie TV, 1 episodio (1981)
- Destini - serie TV (1982)
- Prigioniero senza nome - film TV (1983)
- Storie incredibili - serie TV, 1 episodio (1986)
- CBS Schoolbreak Special - serie TV, 1 episodio (1989)
- Omicidio in bianco e nero - film TV (1990)
- Avvocati a Los Angeles - serie TV, 1 episodio (1991)
- A Marriage: Georgia O'Keeffe and Alfred Stieglitz - film TV (1991)
- Nel nome di un figlio - miniserie TV (1991)
- Baby Talk - serie TV, 1 episodio (1992)
- Matrimonio d'onore - film TV (1993)
- Un medico tra gli orsi - serie TV, 1 episodio (1993)
- Delitto in rete - film TV (1996)
- New York Undercover - serie TV, 4 episodi (1996-1997)
- Law & Order - I due volti della giustizia - serie TV, 5 episodi (1992-1998)
- Black and Blue - film TV (1999)
- L'occhio gelido del testimone (Witness Protection) - film TV (1999)
- The Jury - serie TV, 1 episodio (2004)
- American Experience - documentario TV (2008) (voce)
- Law & Order - Unità vittime speciali (Law & Order: Special Victims Unit) - serie TV, 43 episodi (2000-2011)
- The Good Wife - serie TV, 1 episodio (2011)
- Homeland - Caccia alla spia - serie TV, 1 episodio (2013)

## Doppiatrici italiane
- Graziella Polesinanti in Law & Order - Unità vittime speciali, The Good Wife
- Paola Piccinato in Law & Order - Unità vittime speciali (ep. 2x21)
- Vanna Busoni in Law & Order - Unità vittime speciali (ep 11x08)
- Aurora Cancian in Law & Order - I due volti della giustizia (ep. 2x21, 8x12)
- Paila Pavese in Saranno famosi, Law & Order - I due volti della giustizia (ep. 5x08)
- Alba Cardilli in Conflitto di classe
- Rita Savagnone ne La chiave di Sara
- Anna Rita Pasanisi in Homeland - Caccia alla spia